# Reprezentacja Kanady w piłce siatkowej mężczyzn

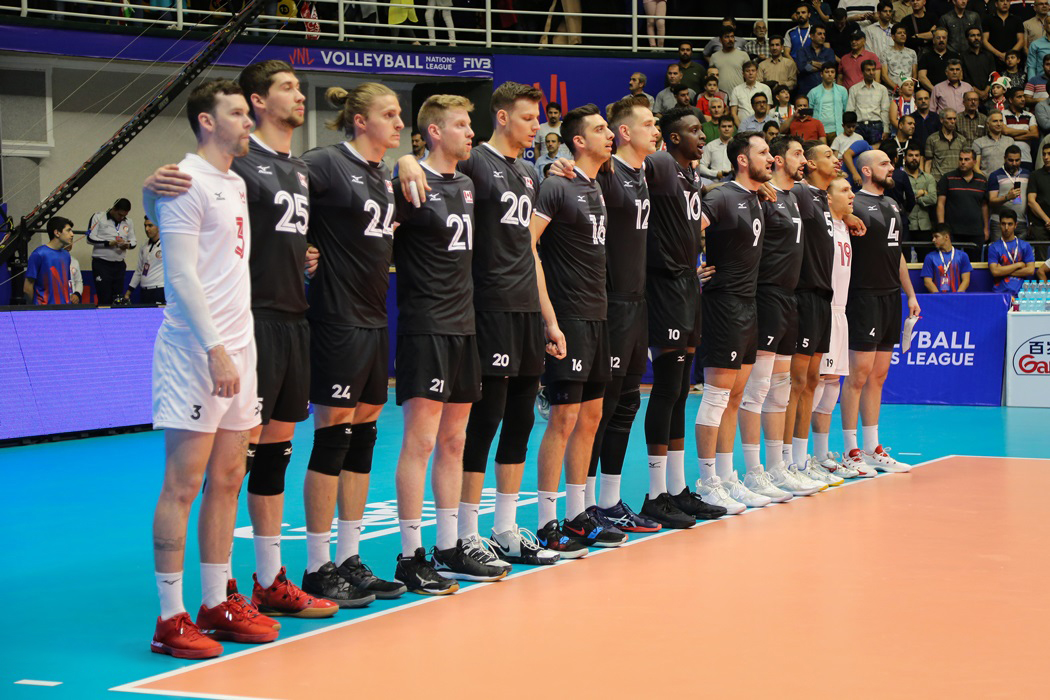
Reprezentacja Kanady podczas Ligi Narodów 2019

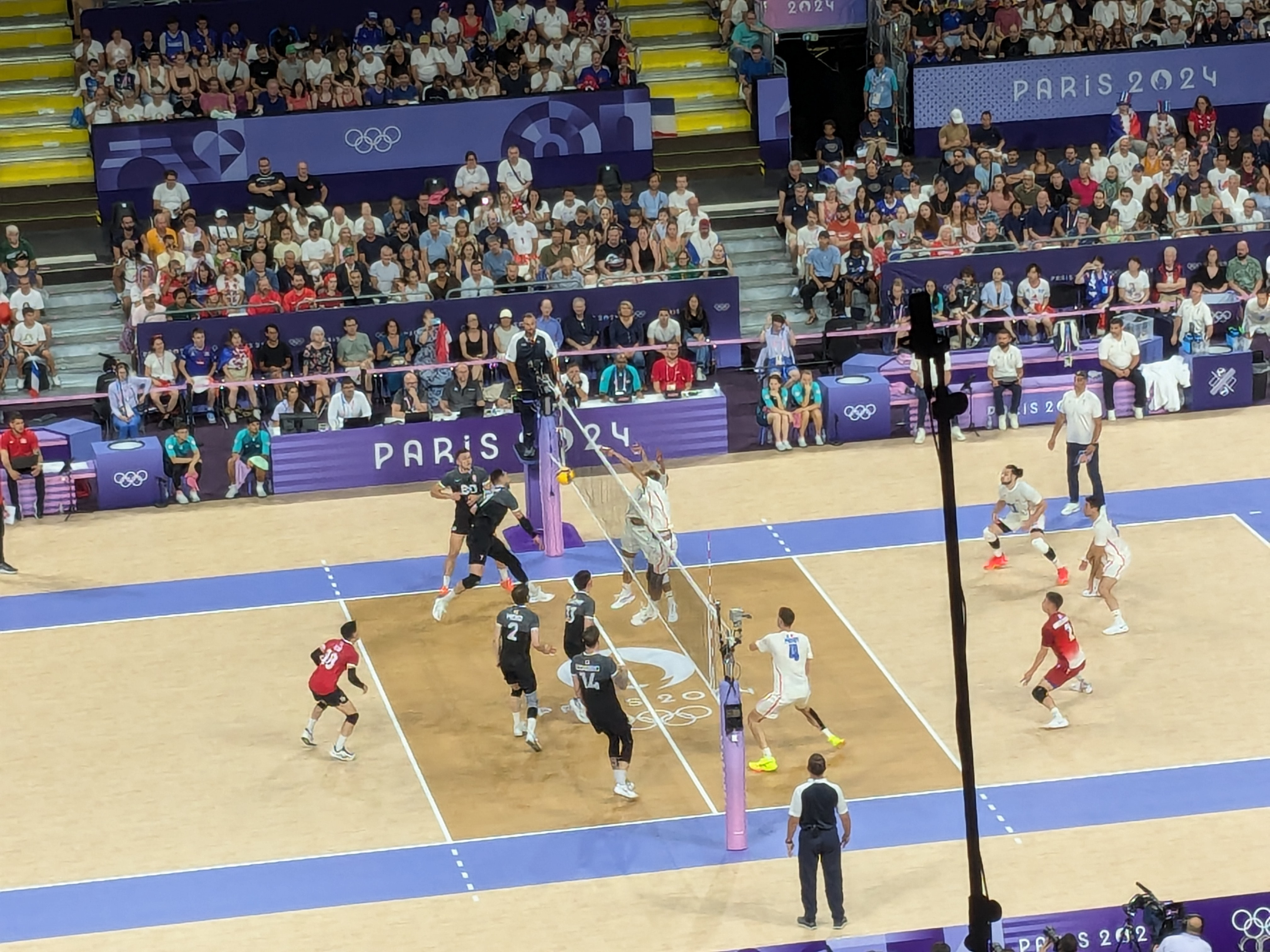
Reprezentacja Kanady podczas meczu z Francuzami na Igrzyskach Olimpijskich 2024

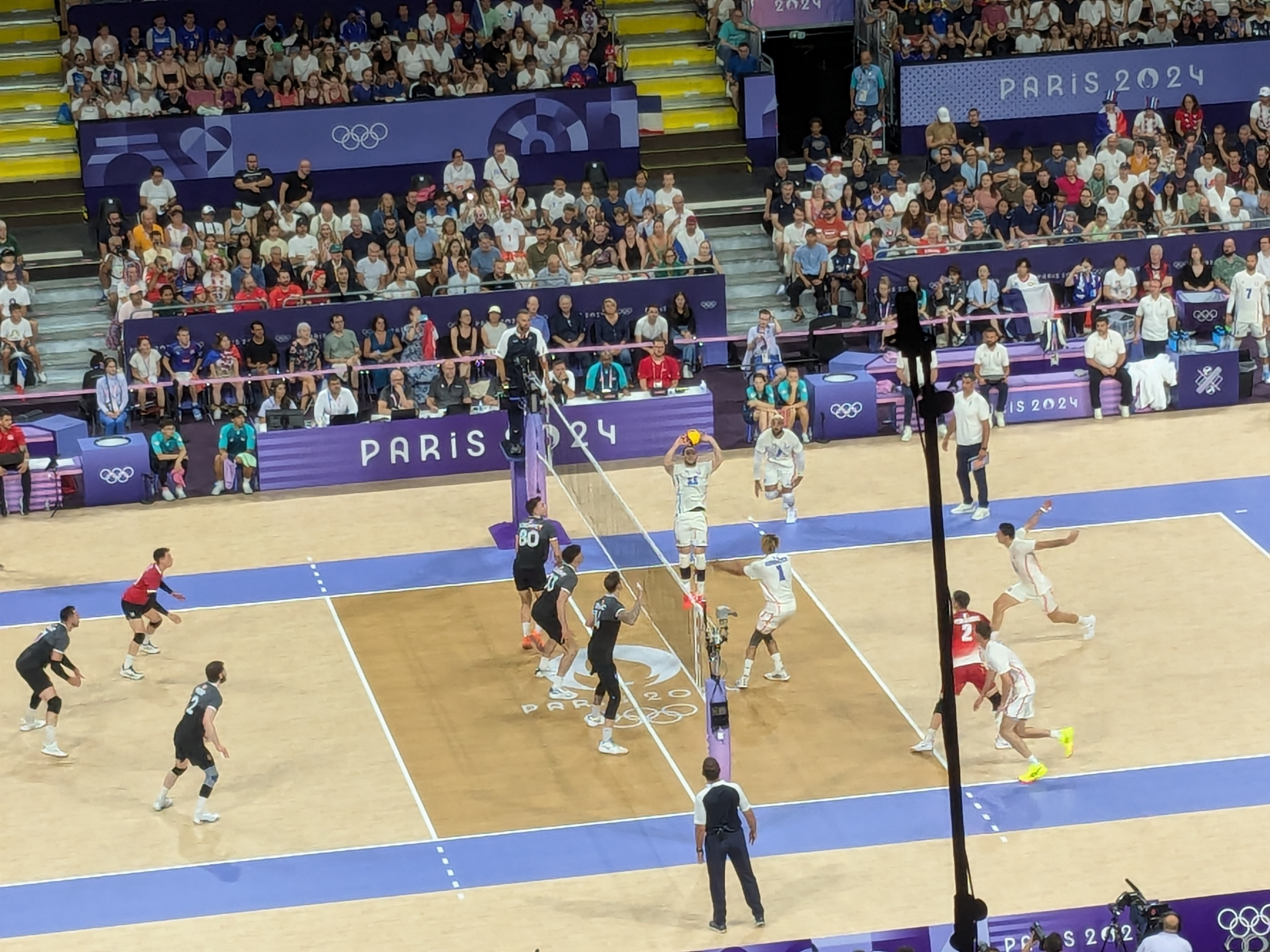
Reprezentacja Kanady podczas meczu z Francuzami na Igrzyskach Olimpijskich 2024

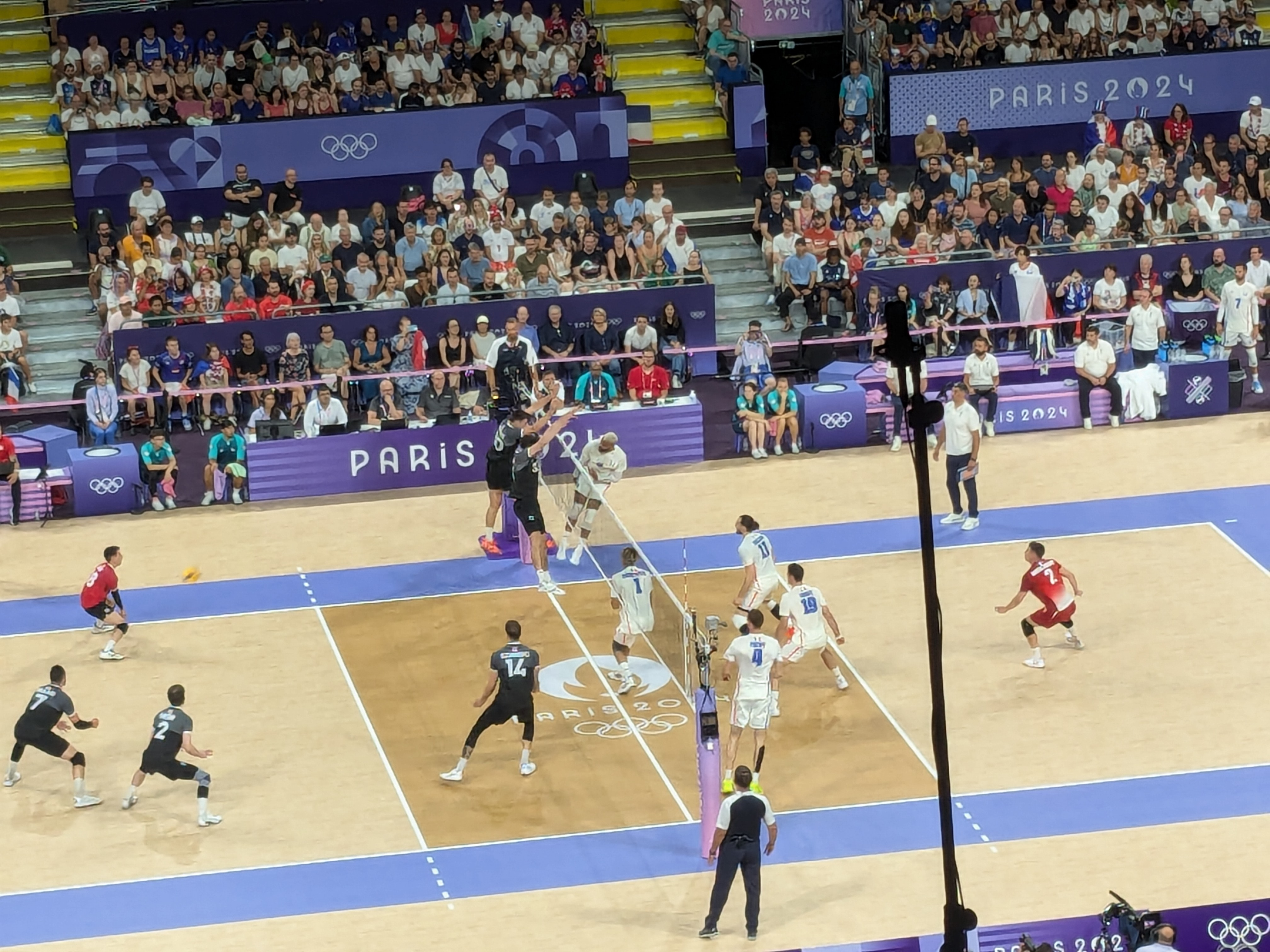
Reprezentacja Kanady podczas meczu z Francuzami na Igrzyskach Olimpijskich 2024

Reprezentacja Kanady w piłce siatkowej mężczyzn – narodowa drużyna reprezentująca Kanadę w rozgrywkach międzynarodowych. Kanada jest obecnie jedną z najlepszych drużyn w Ameryce Północnej oraz jedną z najbardziej utytułowanych drużyn na tym kontynencie. Mimo to zespołowi Kanady nigdy nie udało się wygrać międzynarodowego turnieju głównie przez dominację drużyn Stanów Zjednoczonych oraz Kuby, które od lat dzielą między sobą triumfy w turniejach organizowanych w Ameryce Północnej.
Do największych sukcesów Kanady zalicza się 18 medali Mistrzostw Ameryki Północnej, Środkowej i Karaibów (3. miejsce w klasyfikacji medalowej, złoty w 2015), dwa medale Igrzysk Panamerykańskich, zajęcie czwartego miejsca na Igrzyskach Olimpijskich 1984 roku, 7 miejsce na Mistrzostwach Świata 2014 oraz brązowy medal Ligi Światowej 2017.

## Trenerzy
| Lata      | Imię i nazwisko    |
| --------- | ------------------ |
| 1996-2000 | Garth Pischke      |
| 2001-2006 | Stelio DeRocco     |
| 2006-2016 | Glenn Hoag         |
| 2017-2018 | Stéphane Antiga    |
| 2018-2021 | Glenn Hoag         |
| 2022      | Benjamin Josephson |
| 2022-2024 | Tuomas Sammelvuo   |
| 2025-     | Dan Lewis          |

## Szeroki skład reprezentacji Kanady naLigę Narodów 2025[2]
| Nr | Imię i nazwisko                                                  | Data urodzenia | Wzrost | Pozycja      |
| -- | ---------------------------------------------------------------- | -------------- | ------ | ------------ |
| 1  | Daenan Gyimah - W sezonie 2025/2026 zawodnik Bogdanki LUK Lublin | 16.01.1998     | 200 cm | środkowy     |
| 2  | Luke Herr                                                        | 18.07.1994     | 192 cm | rozgrywający |
| 3  | Jesse Elser                                                      | 27.05.1999     | 204 cm | przyjmujący  |
| 5  | Brodie Hofer                                                     | 27.04.2000     | 199 cm | przyjmujący  |
| 6  | Erik Siksna                                                      | 20.01.2001     | 198 cm | przyjmujący  |
| 7  | Jackson Howe                                                     | 16.06.1998     | 198 cm | środkowy     |
| 8  | Mason Greves                                                     | 26.02.2003     | 185 cm | rozgrywający |
| 9  | Matthew Neaves                                                   | 21.06.2000     | 207 cm | atakujący    |
| 10 | Ryan Sclater                                                     | 10.02.1994     | 200 cm | atakujący    |
| 11 | Xander Ketrzynski                                                | 27.01.2000     | 208 cm | atakujący    |
| 12 | Liam Kristjanson                                                 | 29.10.2001     | 204 cm | środkowy     |
| 13 | Max Elgert                                                       | 31.08.1998     | 191 cm | rozgrywający |
| 15 | Jackson Young                                                    | 29.07.2001     | 195 cm | przyjmujący  |
| 16 | Jordan Schnitzer                                                 | 28.07.1999     | 198 cm | środkowy     |

| 18 | Justin Lui       | 08.05.2000 | 178 cm | libero       |
| 19 | Jackson Corneil  | 13.05.2002 | 199 cm | środkowy     |
| 20 | Jordan Canham    | 04.07.2000 | 194 cm | atakujący    |
| 22 | Isaac Heslinga   | 22.01.2002 | 200 cm | przyjmujący  |
| 23 | Jonas Van Huizen | 18.06.2002 | 192 cm | przyjmujący  |
| 24 | Tomas Sorra      | 19.01.1999 | 189 cm | rozgrywający |
| 26 | Cory Schoenherr  | 17.03.2003 | 204 cm | środkowy     |
| 30 | Cole Duncanson   | 27.11.2002 | 203 cm | środkowy     |
| 33 | Fynnian McCarthy | 04.12.1999 | 200 cm | środkowy     |
| 77 | Brendan Mills    | 22.03.2003 | 200 cm | atakujący    |
| 87 | Zachary Hollands | 24.11.1999 | 182 cm | libero       |
| 88 | Darian Picklyk   | 21.09.1999 | 180 cm | libero       |
| 91 | Jeremy Love      | 26.07.2003 | 196 cm | rozgrywający |
| 95 | Kaden Schmidt    | 01.10.2004 | 196 cm | przyjmujący  |
| 97 | Landon Currie    | 16.10.1999 | 175 cm | libero       |
| 99 | Skyler Varga     | 06.03.2003 | 200 cm | przyjmujący  |

## Osiągnięcia
Mistrzostwa Ameryki Północnej, Środkowej i Karaibów:
- 2015
- 1979, 1983, 1989, 2003, 2013, 2021, 2023[3]
- 1973, 1981, 1985, 1987, 1991, 1993, 1995, 1997, 1999, 2001, 2005, 2011, 2017, 2019

Igrzyska Panamerykańskie:
- 1979, 2015

Puchar Panamerykański:
- 2023[4], 2024[5]
- 2008, 2009, 2022[6]
- 2006, 2011, 2016

Liga Światowa:
- 2017

## Skład reprezentacji Kanady na Ligę Światową 2012
Trener: Glenn Hoag
Asystent: Vincent Pichette
| Nr | Imię i nazwisko        | Data urodzenia (wiek) | Wzrost (cm) | Klub                                 | Pozycja |
| -- | ---------------------- | --------------------- | ----------- | ------------------------------------ | ------- |
| 1  | Louis-Pierre Mainville | 03.04.1986 (26)       | 200         | Team Canada                          | Ś       |
| 2  | Nicholas Cundy         | 14.09.1983 (28)       | 191         | AS Cannes                            | P       |
| 3  | Dan Lewis              | 03.04.1976 (36)       | 189         | ACH Volley Lublana                   | L       |
| 4  | Joshua Howatson        | 07.10.1984 (27)       | 199         | Paris Volley                         | R       |
| 5  | Brock Daividiuk        | 24.04.1983 (29)       | 194         | Team Canada                          | R       |
| 6  | Justin Duff            | 10.05.1988 (24)       | 202         | Arkas Spor Izmir                     | Ś       |
| 7  | Dallas Soonias         | 25.04.1984 (28)       | 200         | Cheonan Hyundai Capital Skywalkers   | A       |
| 8  | Adam Simac             | 09.08.1983 (28)       | 203         | ACH Volley Lublana                   | Ś       |
| 9  | Dustin Schneider       | 27.02.1985 (27)       | 182         | Team Canada                          | R       |
| 10 | Toontje Van Lankvelt   | 01.07.1984 (27)       | 197         | Bre Banca Lannutti Cuneo             | P       |
| 11 | Steve Brinkman         | 12.01.1978 (34)       | 203         | Trentino Volley                      | Ś       |
| 12 | Gavin Schmitt          | 27.01.1986 (26)       | 208         | Samsung Blues                        | A       |
| 13 | Olivier Faucher        | 14.09.1984 (27)       | 191         | Saint-Nazaire Volley-Ball Atlantique | R       |
| 14 | Adam Kamiński          | 27.05.1984 (27)       | 205         | Fart Kielce                          | Ś       |
| 15 | Frederic Winters (K)   | 25.09.1982 (29)       | 195         | Jarosławicz Jarosław                 | P       |
| 16 | Stephen Gotch          | 18.10.1985 (26)       | 194         | Team Canada                          | A       |
| 17 | Alexandre Casias       | 26.11.1984 (27)       | 195         | Tourcoing LM                         | P       |
| 18 | John Perrin            | 17.08.1989 (22)       | 201         | Arkas Spor Izmir                     | P       |
| 19 | Blair Bann             | 26.02.1988 (24)       | 184         | Team Canada                          | L       |
| 20 | Ciaran McGovern        | 05.06.1989 (22)       | 185         | Team Canada                          | L       |
| 21 | Spencer Leiske         | 03.05.1988 (24)       | 204         | Perungan Pojat                       | A       |
| 22 | Max Burt               | 25.07.1988 (23)       | 207         | Team Canada                          | Ś       |
| 23 | Jacob Klipatrcik       | 17.12.1988 (23)       | 207         | Team Canada                          | Ś       |
| 24 | Sander Ratsep          | 24.04.1988 (24)       | 190         | Team Canada                          | P       |
| 25 | Graham Vigrass         | 17.06.1989 (22)       | 205         | University of Calgary                | P       |